# O Jogo da Vida
O Jogo da Vida é um filme de drama brasileiro de 1977 dirigido por Maurice Capovilla. O roteiro adapta o conto Malagueta, Perus e Bacanaço, de João Antônio. Participação dos jogadores profissionais de sinuca Carne Frita, Joaquinzinho (ex-campeão brasileiro) e João Gaúcho. Música de João Bosco e Aldir Blanc e direção musical de Radamés Gnatalli em seu último trabalho para o cinema.

## Elenco
- Lima Duarte...Malagueta
- Gianfrancesco Guarnieri...Perus
- Maurício do Valle...Bacanaço
- Jofre Soares...Lima (participação especial)
- Myrian Muniz...Tonica (participação especial)
- Martha Overbeck...Adélia (participação especial)
- Maria Alves...Mulher de Bacanaço
- Antônio Petrin...Silveirinha
- Emmanuel Cavalcanti
- Fernando Bezerra
- Thaia Perez
- Oswaldo Campozana
- Maria Vasco
- Cavagnoli Neto
- Wanda Marchetti
- Edson Santos

## Sinopse
O trio de amigos desajustados, Malagueta, Perus e Bacanaço, vagueia pela noite paulistana em busca de ganhar dinheiro com apostas e trapaças envolvendo jogos de sinuca. Nos intervalos da jornada dos amigos, flashbacks mostram trechos do passado recente de cada um deles: Malagueta é sem-teto depois que seu barraco foi derrubado por ordem judicial, Perus (chamado assim por morar no distrito homônimo), se desentende frequentemente com a esposa por estar insatisfeito com o trabalho de operário numa fábrica de cimento e com o local onde mora, e Bacanaço é visto explorando mulheres, fugindo de um tiroteio com a policia e sendo preso por atuar no jogo do bicho.

## Prêmios e indicações
- Festival de Gramado - 1978

Vencedor - Kikito de Ouro para melhor atriz coadjuvante: Myrian Muniz
Indicado - melhor filme.